# 佩達西區
7°33′N 80°1′W / 7.550°N 80.017°W
佩達西區（西班牙語：Distrito de Pedasí），是巴拿馬的一個行政區，位於該國中南部，由洛斯桑托斯省負責管轄，始建於1840年，面積378.1平方公里，海拔高度121米，2010年人口4,275，人口密度每平方公里0.01人。